# Rudolf Schmid (biskup)
Rudolf Schmid (ur. 26 czerwca 1914 w Schiers, zm. 24 czerwca 2012 w Augsburgu) – niemiecki duchowny rzymskokatolicki, w latach 1972–1990 biskup pomocniczy diecezji augsburskiej. 

## Życiorys
Święcenia kapłańskie przyjął 26 czerwca 1938 i został inkardynowany do diecezji augsburskiej. 3 stycznia 1972 papież Paweł VI mianował go biskupem pomocniczym tej diecezji ze stolicą tytularną Dionysiana. 25 marca 1972 przyjął sakrę, jego głównym konsekratorem był ówczesny ordynariusz deciezji, bp Josef Stimpfle. 11 lipca 1990 papież Jan Paweł II przyjął jego rezygnację, złożoną w związku z osiągnięciem rok wcześniej wieku emerytalnego. Od tego czasu pozostawał biskupem seniorem swojej diecezji. Zmarł 24 czerwca 2012, na dwa dni przed swoimi 98. urodzinami.